# Mobile country code
Mobile country code (MCC) o Mobile Network Code (MNC) són dos codis numèrics usats conjuntament per a identificar el país i els operadors de telefonia mòbil que treballen enGSM, CDMA, UMTS i certes xarxes de satèl·lit. Tots dos codis queden definits per la ITU E.212 ("Land Mobile Numbering Plan"). Tant MCC com MNC formen part de l'International Mobile Subscriber Identity (IMSI) que permet identificar un dispositiu de telefonia mòbil de manera única i també formen part del Location Area Identity (LAI), que identifica de manera única una localització. La unió dels dos codis forma el PLMN o Public Land Mobile Network, que representa un únic operador. 000-099, 100-199, i 800-899 estan definits com a Codis reservats. La ITU designa el MCC 901 com a codi internacional compartit per les xarxes telefòniques que sobrepassen els àmbits de les fronteres polítiques/nacionals (per exemple satèl·lit). 901 08 està reservat per a la identificació de xarxes on el dispositiu mòbil no disposa d'IMSI (per exemple sense SIM), generalment utilitzat per a trucades d'emergència.

## Codis MCC/MNC
La següent taula conté la llista completa d'operadors de telefonia mòbil amb la seva corresponent parella MCC-MNC.
| MCC | MNC     | Operador                                                   | Estat Operatiu | Tecnologia y Frequencia (MHz)                 |         |
|     | Espanya | Espanya                                                    | Espanya        | Espanya                                       | Espanya |
| --- | ------- | ---------------------------------------------------------- | -------------- | --------------------------------------------- | ------- |
| 214 | 01      | Vodafone                                                   | Operativa      | GSM 900 / GSM 1800 / WCDMA 2100               |         |
| 214 | 02      | Altecom-Fibracat                                           | Operativa      | GSM 900 / GSM 1800 / WCDMA 2100 / TD-LTE 2600 |         |
| 214 | 03      | Orange                                                     | Operativa      | GSM 900 / GSM 1800 / WCDMA 2100               |         |
| 214 | 04      | Yoigo / Xfera                                              | Operativa      | GSM 1800 / LTE 1800 / WCDMA 2100              |         |
| 214 | 05      | Telefónica Móviles España (used by resellers as pepephone) | Operativa      | GSM 900 / GSM 1800 / WCDMA 2100               |         |
| 214 | 06      | Vodafone (used by resellers)                               | Operativa      | GSM 900 / GSM 1800 / WCDMA 2100               |         |
| 214 | 07      | Telefónica Móviles España (Movistar)                       | Operativa      | GSM 900 / GSM 1800 / WCDMA 2100               |         |
| 214 | 08      | Euskaltel (MVNO)                                           | Operativa      | GSM 900 / GSM 1800 / WCDMA 2100               |         |
| 214 | 09      | Orange (used by resellers)                                 | Operativa      | GSM 900 / GSM 1800 / WCDMA 2100               |         |
| 214 | 15      | BT España (MVNO)                                           | Operativa      | GSM 900 / GSM 1800 / WCDMA 2100               |         |
| 214 | 16      | TeleCable (MVNO)                                           | Operativa      | GSM 900 / GSM 1800 / WCDMA 2100               |         |
| 214 | 17      | R móbil R Cable y Telecomunicaciones                       | Operativa      | GSM 900 / GSM 1800 / WCDMA 2100               |         |
| 214 | 18      | ONO (MVNO)                                                 | Operativa      | GSM 900 / GSM 1800 / WCDMA 2100               |         |
| 214 | 19      | Simyo (MVNO)                                               | Operativa      | GSM 900 / GSM 1800 / WCDMA 2100               |         |
| 214 | 21      | Jazztel (MVNO)                                             | Operativa      | GSM 900 / GSM 1800 / WCDMA 2100               |         |
| 214 | 22      | DIGI mobil (MVNO)                                          | Operativa      | GSM 900 / GSM 1800 / WCDMA 2100               |         |
| 214 | 25      | Lycamobile (MVNO)                                          | Operativa      | GSM 900 / GSM 1800 / WCDMA 2100               |         |
| 214 | 32      | Tuenti Techonologies                                       | Operativa      | GSM 900 / GSM 1800 / WCDMA 2100               |         |